# Porto Open 2024
Die Porto Open 2024 waren ein ITF-Tennisturnier der ITF Women’s World Tennis Tour 2024 für Damen und ein ATP-Tennisturnier der ATP Challenger Tour 2024 für Herren in Porto und fand für die Damen vom 15. bis 21. Juli 2024 und für die Herren vom 29. Juli bis 4. August 2024 statt.